# Линда Нго
Линда Нго (англ.Linda Ngo, род.13 марта 1993, Сидней, Новый Южный Уэльс, Австралия) — австралийская актриса. Наиболее известна ролью Вейлан в сериале «Секрет острова Мако».

## Биография
Линда родилась и выросла в Сиднее (Новый Южный Уэльс), Австралия. Девушка начала свою актёрскую карьеру с незначительной роли вампира в фильме ужасов «Кровь на шоссе». До этого, в 2006 году участвовала в фестивале греческой драмы в университете Macquarie. В 2010-2014 годах спектаклях была активистской в различных сценках и постановках нескольких драматических обществ и регулярного театра спорта; в период с 2011 по 2015 гг. участвовала в развлекательной работе передвижного уличного театра в луна-парке Сиднея.

## Фильмография
- 2008 — Кровь на шоссе / Blood on the Highway
- 2013 — Мечта / Dream
- 2014 — Выход / Way Out
- 2016 — Секрет острова Мако / Mako: Island of Secrets